# Empis dispar
Empis dispar är en tvåvingeart som beskrevs av Scholz 1851. Empis dispar ingår i släktet Empis och familjen dansflugor. Inga underarter finns listade i Catalogue of Life.